# Juniperus barbadensis
Juniperus barbadensis är en cypressväxtart som beskrevs av Carl von Linné. Juniperus barbadensis ingår i släktet enar, och familjen cypressväxter. IUCN kategoriserar arten globalt som sårbar.

## Underarter
Arten delas in i följande underarter:
- J. b. barbadensis
- J. b. lucayana